# Kirchhaslach
Kirchhaslach ist eine Gemeinde im schwäbischen Landkreis Unterallgäu.

## Geografie

### Lage
Kirchhaslach liegt circa 25 Kilometer nördlich von Memmingen in der Region Donau-Iller in Mittelschwaben.

### Gemeindegliederung
Das Gemeindegebiet besteht aus den Gemarkungen Kirchhaslach, Greimeltshofen, Herretshofen und Olgishofen.
Es gibt 9 Gemeindeteile (in Klammern ist der Siedlungstyp angegeben):
- Beblinstetten (Einöde)
- Greimeltshofen (Kirchdorf)
- Halden (Weiler)
- Härtlehof (Einöde)
- Herretshofen (Kirchdorf)
- Hörlis (Kirchdorf)
- Kirchhaslach (Pfarrdorf)
- Olgishofen (Kirchdorf)
- Stolzenhofen (Dorf)

## Geschichte

### Bis zur Gemeindegründung
Kirchhaslach war Sitz einer bedeutenden Wallfahrt. Die Legende erzählt, das von Albrecht von Rechberg bei der Jagd aufgefundene und nach Babenhausen verbrachte Marienbildnis sei dreimal an den Fundort im Haseltal zurückgekehrt. Das sich entwickelnde Dorf gehörte den Fürsten Fugger-Babenhausen. Es war ein Teil der Herrschaft (seit 1803 Reichsfürstentum) Babenhausen. Mit der Rheinbundakte 1806 kam der Ort zum Königreich Bayern. Im Zuge der Verwaltungsreformen in Bayern entstand mit dem Gemeindeedikt von 1818 die Gemeinde Kirchhaslach mit den Teilorten Beblinstetten, Halden, Hörlis und Stolzenhofen. Diese war dem Fugger’schen Herrschaftsgericht Babenhausen zugehörig, das in der Folge der Revolution 1848 aufgelöst wurde.

### Eingemeindungen
Im Zuge der Gebietsreform in Bayern wurde am 1. Juli 1972 die Gemeinde Herretshofen eingegliedert. Am 1. Mai 1978 kamen Greimeltshofen (mit Härtlehof) und Olgishofen hinzu.

### Einwohnerentwicklung
| Jahr      | 1961 | 1970 | 1987 | 1991 | 1995 | 2000 | 2005 | 2010 | 2015 | 2020 |
| Einwohner | 1240 | 1207 | 1157 | 1202 | 1238 | 1270 | 1287 | 1302 | 1282 | 1315 |

Zwischen 1988 und 2018 wuchs die Gemeinde von 1166 auf 1247 um 81 Einwohner bzw. um 7 %.

## Politik

### Bürgermeister
Erster Bürgermeister ist seit 2008 Franz Grauer (* 1965; Freie Wählerschaft/CSU); er wurde am 15. März 2020 für weitere sechs Jahre im Amt bestätigt.

### Gemeinderat
Bei der Kommunalwahl am 15. März 2020 lag nur der gemeinsame Wahlvorschlag von Freier Wählerschaft und CSU vor, der damit alle zwölf Mandate im Gemeinderat erhielt. Bereits in der vorausgehenden sechsjährigen Amtszeit hatten Freie Wählerschaft/CSU inne.

### Überörtliche Wahlergebnisse
Seit 2017 erzielte die rechtspopulistische und rechtsextreme AfD bei Landtags- und Bundestagswahlen in Kirchhaslach folgende Wahlergebnisse mit einem regionalen Rekordergebnis bei der vorgezogenen Bundestagswahl 2025.

#### Landtagswahlen
- Landtagswahl in Bayern 2018 19,5 %
- Landtagswahl in Bayern 2023 31,2 %

#### Bundestagswahlen
- Bundestagswahl 2017 22,3 % der Zweitstimmen
- Bundestagswahl 2021 17,9 % der Zweitstimmen
- Bundestagswahl 2025 38,3 % der Zweitstimmen

## Verwaltung
Die Gemeinde ist Mitglied der Verwaltungsgemeinschaft Babenhausen.

### Wappen
| Wappen von Kirchhaslach | Blasonierung: „Gespalten von Silber und Grün; über von Schwarz und Silber gespaltenem und gesenktem Wellenbalken vorne ein rotes Mühlrad, das oben mit einer roten Heugabel besteckt ist, hinten eine silberne heraldische Lilie, die mit einer silbernen Haselnuss besetzt ist.“ |
| Wappen von Kirchhaslach | Wappenbegründung: Die landwirtschaftliche Struktur der Gemeinde wird im Wappen durch die grüne Tingierung und durch die Heugabel betont. Das Mühlrad soll auf eine 1712 von den Grafen Fugger errichtete Mühle hinweisen. Die Lilie im hinteren Teil des Wappens steht als Mariensymbol für die bekannte Wallfahrtskirche Mariä Himmelfahrt, die den baulichen und geistlichen Mittelpunkt der Gemeinde bildet. Gleichzeitig weist die Lilie als Wappensymbol der Fugger auf die historische Bedeutung dieses Geschlechts für das Gemeindegebiet hin. Die Haselnuss im Oberteil der Lilie ist ein sehr originelles redendes Symbol für den Gemeindenamen. Entwurf und Gestaltung des Wappens gehen auf den Tutzinger Peter Ziller zurück; die Reinzeichnung übernahm der Babenhausener Ludwig Zedelmaier. Das Wappen wurde am 25. Oktober 1983 durch Bescheid der Regierung von Schwaben genehmigt. Dieses Wappen wird seit 1983 geführt. |

### Flagge
Die Flagge ist rot-weiß-grün gestreift mit aufgelegtem Gemeindewappen.

## Baudenkmäler

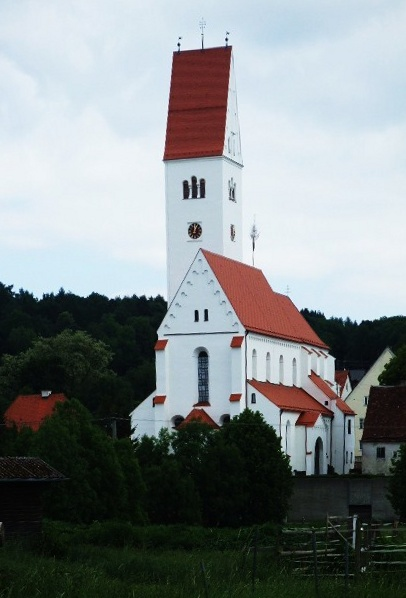
Pfarrkirche Kirchhaslach

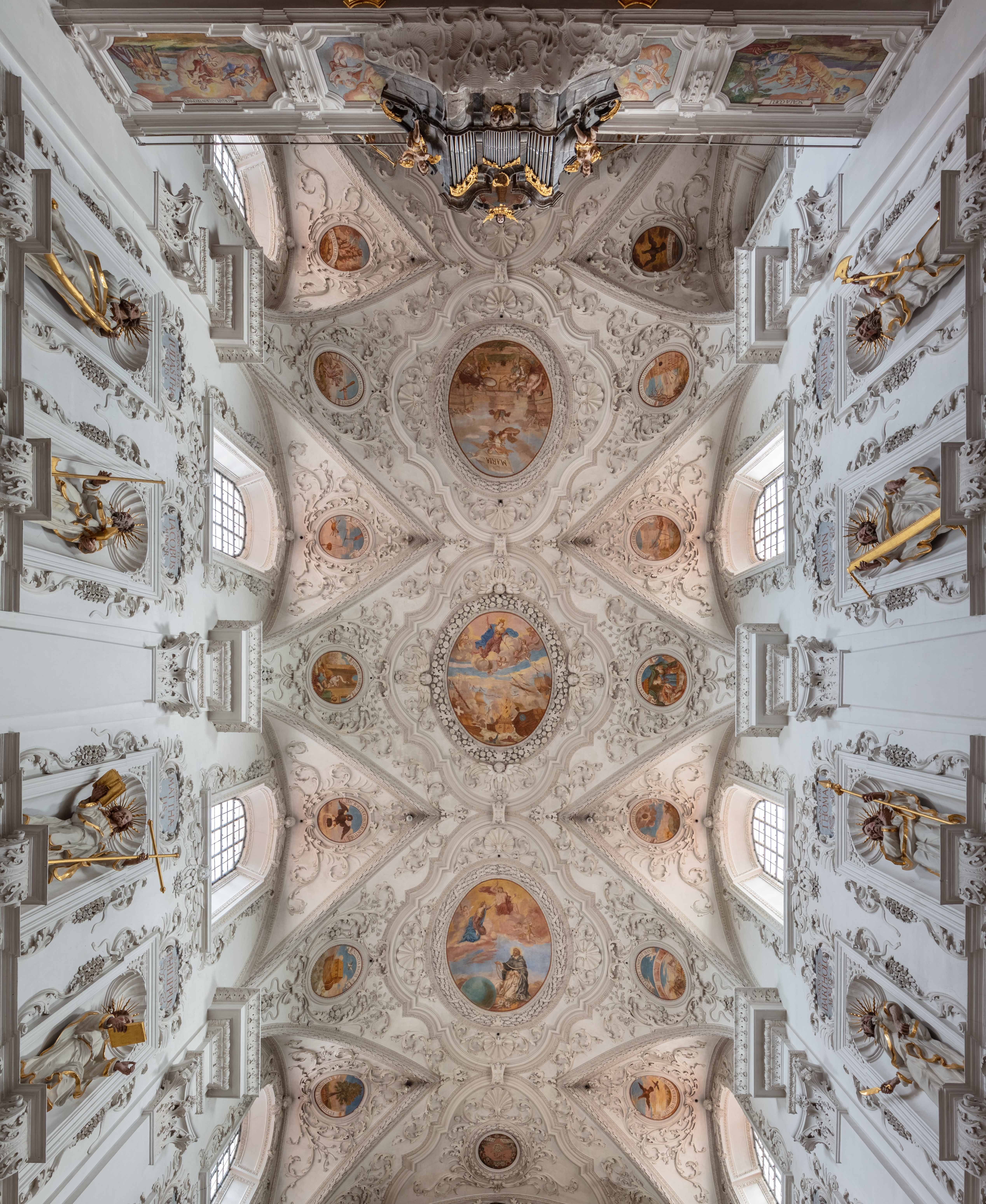
Decke der Pfarrkirche

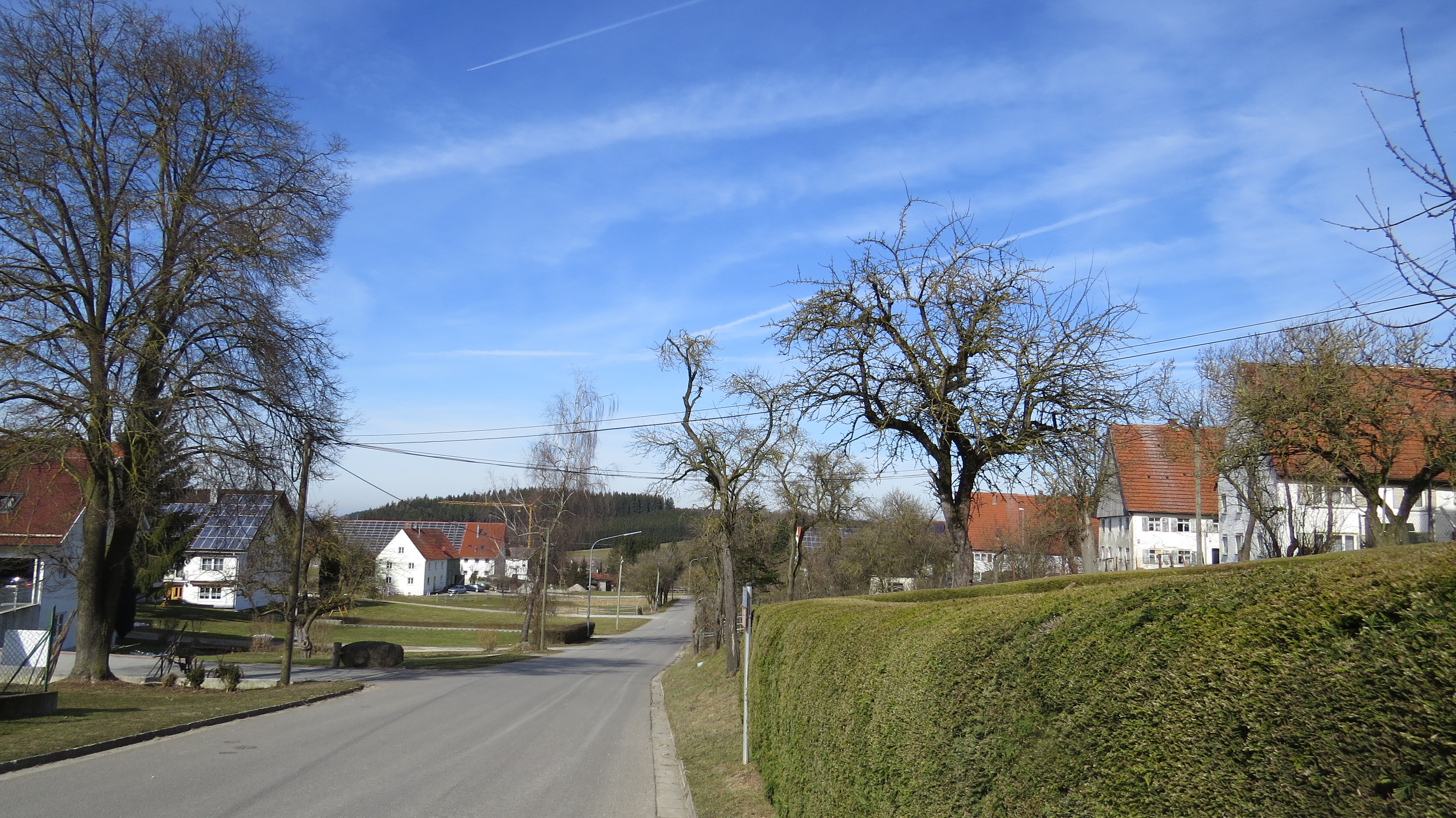
Herretshofen – ein Straßenangerdorf

- Pfarr- und Wallfahrtskirche Mariä Himmelfahrt mit reicher barocker Ausstattung

## Wirtschaft und Infrastruktur

### Wirtschaft einschließlich Land- und Forstwirtschaft
Im Jahr 2016 gab es im produzierenden Gewerbe 84 und im Bereich Handel und Verkehr 13 sozialversicherungspflichtig Beschäftigten am Arbeitsort. In sonstigen Wirtschaftsbereichen waren am Arbeitsort 15 Personen sozialversicherungspflichtig beschäftigt. Sozialversicherungspflichtig Beschäftigte am Wohnort gab es 616. Im verarbeitenden Gewerbe gab es einen Betrieb, im Bauhauptgewerbe zwei Betriebe. Zudem bestanden im Jahr 2016 43 landwirtschaftliche Betriebe mit einer landwirtschaftlich genutzten Fläche von 1067 Hektar, davon waren 795 Hektar Dauergrünfläche.

### Bildung
Im Jahr 2022 gab es folgende Einrichtung:
- 1 Kindergarten: 65 Kindergartenplätze mit 65 Kindern